# (21037) 1990 EB
1990 إي بي (ويعرف أيضًا باسم (21037) 1990 إي بي وفق تسمية الكوكب الصغير) (بالإنجليزية: 1990 EB)‏ هو كويكب ضمن حزام الكويكبات؛ وترتيبه 21037 من حيث الاكتشاف.
اكتُشف هذا الجُرم الفلكي بواسطة Atsushi Sugie ‏ في 4 مارس 1990.

## وصلات خارجية
- (21037) 1990 EB في قاعدة بيانات مختبر الدفع النفاث لأجرام النظام الشمسي الصغيرة

- الاكتشاف · مخطط المدار ·  العناصر المدارية · المعلمات المادية

- (21037) 1990 EB على موقع ويكي سكاي: DSS2, SDSS, GALEX, IRAS, Hydrogen α, X-Ray, Astrophoto, Sky Map, Articles and images